# Gmina Jastarnia
Die Gmina Jastarnia [jaˈstarɲa] ist eine Stadt-und-Land-Gemeinde im Powiat Pucki der Woiwodschaft Pommern in Polen. Ihr Sitz ist die gleichnamige Stadt (deutsch Heisternest).

## Geographische Lage
Die Gemeinde nimmt die Mitte der Halbinsel Hel (Hela) ein. Hel liegt zwischen der Ostsee und der Danziger Bucht.

## Geschichte
Zum 1. Januar 1973 wurde die Gemeinde Jastarnia zur stadtartigen Siedlung erhoben. Am 1. Januar 2017 wurde ihr Status von Stadt- auf Stadt-und-Land-Gemeinde geändert.

### Partnerschaften
- Elbe-Parey, Deutschland
- Waldenburg, Polen.

## Gliederung
Zur Stadt-und-Land-Gemeinde Jastarnia mit etwa 3800 Einwohnern gehören folgende Ortschaften:
| Polnischer Name | Kaschubischer Name | Deutscher Name             |
| --------------- | ------------------ | -------------------------- |
| Jastarnia       | Jastarniô          | Heisternest                |
| Jurata          | Jurata             | Jurata (1939–45 Helaheide) |
| Kuźnica         | Kùsfeld            | Kußfeld                    |
| Syberia         | Sëberiô            |                            |

## Verkehr
Die Gemeinde ist über die Bahnstrecke Reda–Hel an das polnische Eisenbahnnetz angeschlossen. Personenzugverbindungen nach Gdynia und Danzig gibt es nahezu stündlich.
Die Orte sind über eine Straße und einen Radweg zu erreichen, die die gesamte Halbinsel Hel erschließen.